# Constitución de los Estados Unidos de Venezuela de 1893
La Constitución de los Estados Unidos de Venezuela de 1893 fue sancionada en Caracas el 12 de junio de 1893 por la Asamblea Nacional Constituyente y promulgada por el presidente Joaquín Crespo.

## Historia
En ella se lleva el período presidencial a 4 años a pesar de que el rechazo a esa propuesta fue la causa de la Revolución Legalista. Se establece las elecciones directas y secretas para elegir al presidente, elimina el Consejo Federal y se crea un Consejo de Gobierno. El presidente de dicho cuerpo actuaba como vicepresidente de la República.

## Características
- Se aumenta el periodo presidencial de 2 a 4 años.
- Se establece las elecciones directas y secretas para elegir al presidente.
- Se elimina el Consejo Federal.
- Se crea un Consejo de Gobierno, compuesto de 9 vocales (uno por cada Estado) nombrados por el Congreso cada 4 años.
- Los Estados, se reservan el derecho de unirse 2 o más estados para formar uno sólo, y para este efecto, las dos terceras partes, por lo menos, de los Consejos Municipales de los Distritos que componen los respectivos Estados deben estar de acuerdo.[1]
- Se reconoce el derecho del Distrito Federal de elegir diputados al Congreso Nacional.